# 유니버셜 솔저 3: 리제너레이션
유니버셜 솔저 3: 리제너레이션(Universal Soldier: Regeneration)은 2009년 공개된 미국의 SF 액션 영화이다.
미국에서는 이 영화가 2010년 2월 2일 소니 픽처스 홈 엔터테인먼트에서 비디오로 직접 출시되었다. 중동과 동남아시아, 그리고 세계의 다른 일부 지역에서는 극장 개봉되었다. 이 영화는 엇갈린 평가를 받았고, 제작 예산 900만 달러로 극장 수익 844,000달러를 기록했다.

## 줄거리
테러 조직인 파살란 해방 전선은 우크라이나 총리의 아들과 딸을 납치하고, 72시간 안에 수감된 동료들을 석방하지 않으면 체르노빌 원자력 발전소를 폭파하겠다고 협박한다. 테러 조직 안에는 실험적인 차세대 유니솔(NGU)이 있었고, 이는 부패한 과학자 콜린 박사가 밀반입한 것이었다. 미군은 우크라이나 군과 함께 발전소에 투입되지만 NGU의 압도적인 힘에 밀려 후퇴한다. 유니솔 프로그램에 참여했던 포터 박사는 NGU를 막기 위해 네 명의 유니솔을 재가동시키지만 모두 제거된다.
과거 유니솔이었던 뤽 드베로는 사회 복귀를 위해 스위스에서 재활 치료를 받던 중 군에 의해 작전에 다시 투입된다. 테러 조직의 요구 시간이 다가오자 총리는 죄수들을 석방하기로 결정한다. 테러 조직은 원하는 것을 얻었지만, 콜린 박사는 자신의 계획이 아직 끝나지 않았다며 불만을 품는다. 그는 NGU가 테러리스트를 해치지 않도록 프로그래밍 되어있다는 점을 이용해, 뤽의 숙적이었던 앤드류 스콧의 복제 및 업그레이드 버전인 두 번째 유니솔을 풀어 테러 조직의 지휘관 토포프를 살해한다. 하지만 콜린은 스콧의 불안정한 정신 상태를 간과했고, 결국 스콧에게 살해당한다. 스콧은 폭탄을 재가동시킨 뒤 아이들을 찾아 나선다.
혼란스러운 상황 속에서 케빈 버크 대위는 발전소에 침투하여 총리의 아이들을 구출하는 임무를 맡는다. 그는 아이들을 찾아 안전한 곳으로 인도하던 중 NGU와 맞닥뜨리고, 아이들을 피신시킨 후 NGU와 처절한 싸움을 벌이지만 결국 살해당한다. 폭탄 작동 시간이 30분 남은 상황에서 재조정된 뤽이 발전소에 투입되어 테러리스트들을 제거하고, 스콧에게 쫓기던 아이들을 찾아낸다. 뤽과 스콧은 격렬한 전투를 벌이고, 결국 뤽은 스콧을 처치한다.
뤽이 아이들을 안전한 곳으로 데려가던 중 NGU의 공격을 받는다. 뤽은 NGU와 폭탄이 있는 곳까지 싸움을 이어가고, 격투 중 NGU의 옷에 폭탄 작동 장치를 꽂아 넣은 뒤 함께 건물 밖으로 뛰어내린다. NGU는 작동 장치를 떼어내지만 결국 폭발에 휘말려 파괴된다. 아이들은 미군에 의해 구출되고, 뤽은 자리를 떠난다. 케빈의 시신은 냉동 보관실로 옮겨지고, 그의 복제 인간들과 함께 새로운 유니솔로 만들어진다.

## 출연

### 주연
- 장 끌로드 반담
- 돌프 룬드그렌

### 조연
- 안드레이 아로브스키
- 마이크 파일
- 코리 존슨
- 게리 쿠퍼
- 에밀리 조이스
- 자하리 바하로브
- 아키 애브니
- 케리 셰일
- 욘코 디미트로브
- 바이올레타 마코브스카

## 기타
- 원조: 리처드 로드스타인
- 원조: 크리스토퍼 라이치
- 원조: 딘 데블린
- Line PD: 이스라엘 링겔
- 미술: 필립 해리슨
- 의상: 소니아 데스포토바
- 의상: 엘리차 타세바
- 배역: 일라나 다이아맨트
- 배역: 수 존스
- 배역: 마리앤 스탠니체바